# Eupithecia tranquilla
Eupithecia tranquilla là một loài bướm đêm trong họ Geometridae.